# アトス山
アトス山（アトスさん、ギリシア語: Όρος Άθως、ギリシア語ラテン翻字: Oros Athos ）は、ギリシャ北東部・エーゲ海に突き出したアトス半島の先端にそびえる標高2,033mの山。その周辺は正教会の聖地となっており、「聖山」（希: Άγιον Όρος、英: Holy Mountain）の名でも呼ばれる。アトス山周辺には現在20もの修道院が所在し、東方正教の一大中心地である。「アトス山」の名は、聖地となっている半島の全域や、修道士たちの共同体についても用いられることがある。
ギリシャ共和国の領内ではあるが「聖山の修道院による自治国家」として大幅な自治が認められており、いわば「独立宗教国」ともいえる存在となっている。1988年にはユネスコによって世界遺産に登録された。

## 地理

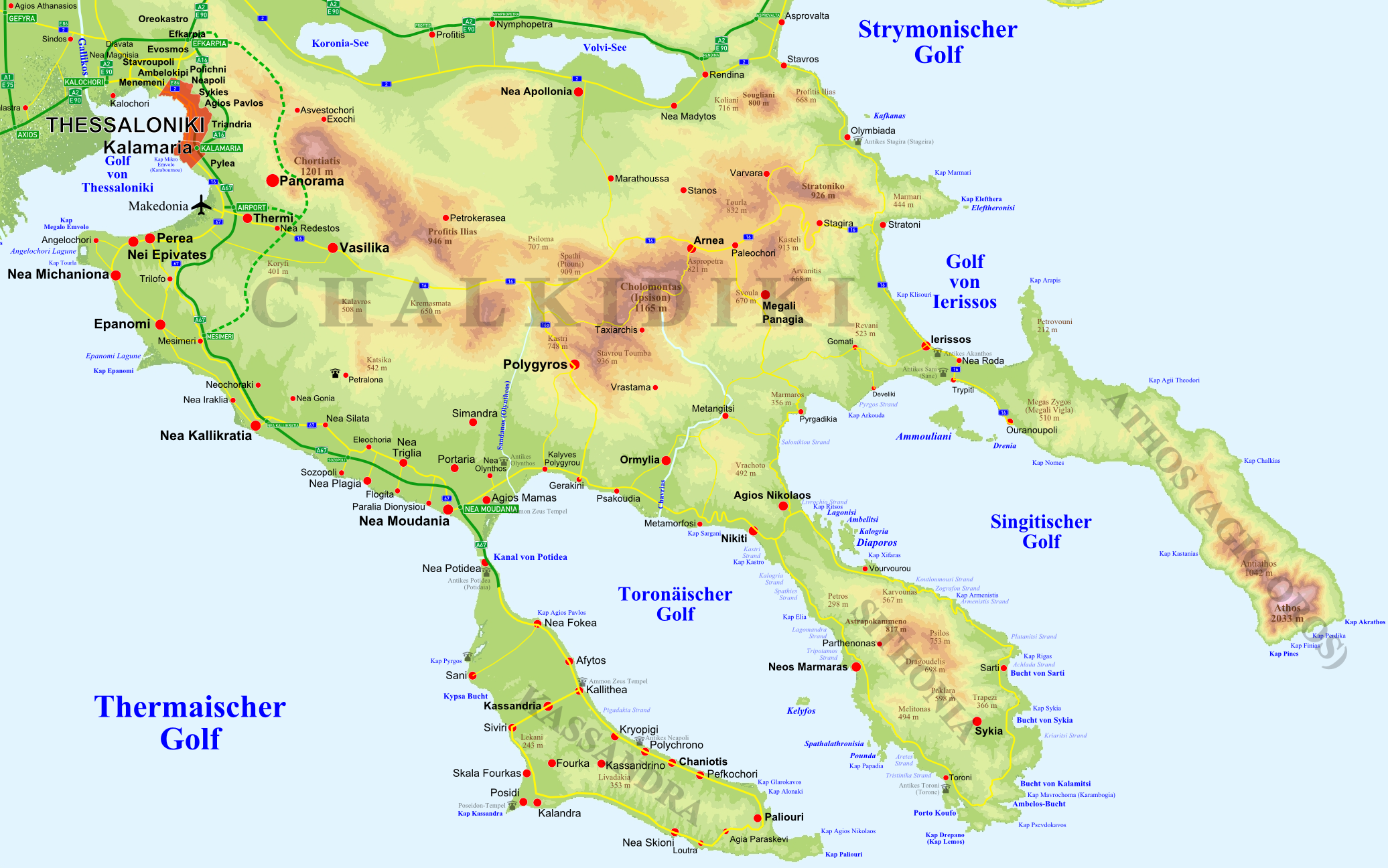
ハルキディキ半島（ドイツ語）

### 位置・地勢
アトス半島（アクティ半島）は、マケドニア地方からエーゲ海に突き出したハルキディキ半島から分かれる3つの半島（ギリシャ語では「足」と表現する）のうち、最北東の「足」にあたる。この半島は、古くは「アクテ」（古代ギリシア語: Ακτή）と称された。アトス半島の幅は8kmから12km、長さは約40kmで、面積は385平方キロメートル程度である。
アトス山はアトス半島の先端に位置し、その標高は2,033mに達する。アトス山から連なる峻険な稜線によって形成されるアトス半島の海岸は、ほとんどが崖か岩場から成り立っている。緑も深く、中世からの自然がほとんど手つかずのまま残っている。
- アイオス・ニコラオスから見たアトス山
- アトス山
- 3D画像

### アクセス
ギリシャ本土と陸路でつながっているものの、ウラノポリから船か徒歩によってのみ「入国」が可能である。訪問者の数と滞在期間は限定されており、アトス山に入る前に入国許可証を得ることを要求されるが、許可分配手続において正教徒は優先される。ギリシア国籍以外の者は入山を1日8名を上限としており、入国手続きはテッサロニキにある事務所で行うことが可能である。
また、1406年以降、女人禁制となっているので 女性は入国できない。アトス山の居住は、18歳を過ぎた男性の正教徒のみが許可される。
そのほか、修道士ではないが宗教的な護衛者がおり、政庁のあるカリエスで修道士でない人々を補助する。現在の人口は約2,250人である。

## 歴史

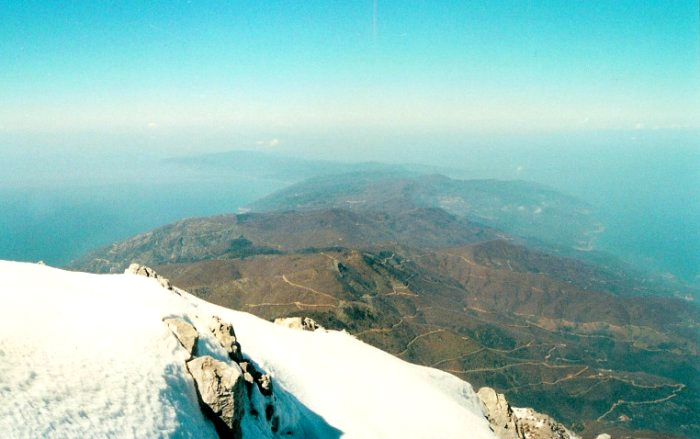
アトス山より眺めたハルキディキ半島

### キリスト教以前
アトス山の険しい海岸では、ペルシャ戦争でアケメネス朝の遠征軍が遭難したことでも知られる。
ヘロドトスとストラボンによると、アトス山には当時から人が住み着いており、いくつかの都市があったことが述べられている。しかし、これらの都市の位置は特定できていない。修道士がこの土地に住み始めた8世紀末から9世紀初頭にはすでに放棄されていたらしい。

### 修道院の設立
アトス山にはかなり早くからキリスト教の修道者が住み着いていたらしいが、最初に住み始めた修道士については、当時のアトス山の状況を記録した文献がなく、その詳細は不明である。
文献にアトス山の記述が現れるのは9世紀以降のことである。伝承によれば、生神女マリアが旅の途中で嵐に遭ってアトスの海岸に避難したとき、その美しさに心惹かれ、自らの土地としたとされている。
9世紀中期まで、アトス山には修道者の草庵が散在するにすぎなかったが、862年、テッサロニキのエフスィミオスが、アトス山で活動する修道士の集団（ラヴラ）の長となり、修道院設立の先鞭をつけた。870年頃には、アトス半島の付け根にあたるイエリッソスに、ヨアンニス・コロヴォスが最初の共同居住型の修道院を建設している。その後、961年にアサナシオス（アファナシイ）が東ローマ皇帝ニケフォロス2世フォカスから勅許を得て、アトス山の麓にメギスティ・ラヴラ修道院を建設すると、アトス山は修道院の建設が活発に行われるようになった。1001年には46の修道院を数えるほどになり、多くの修道院が半島の外に荘園を抱える大領主の様相を呈していた。

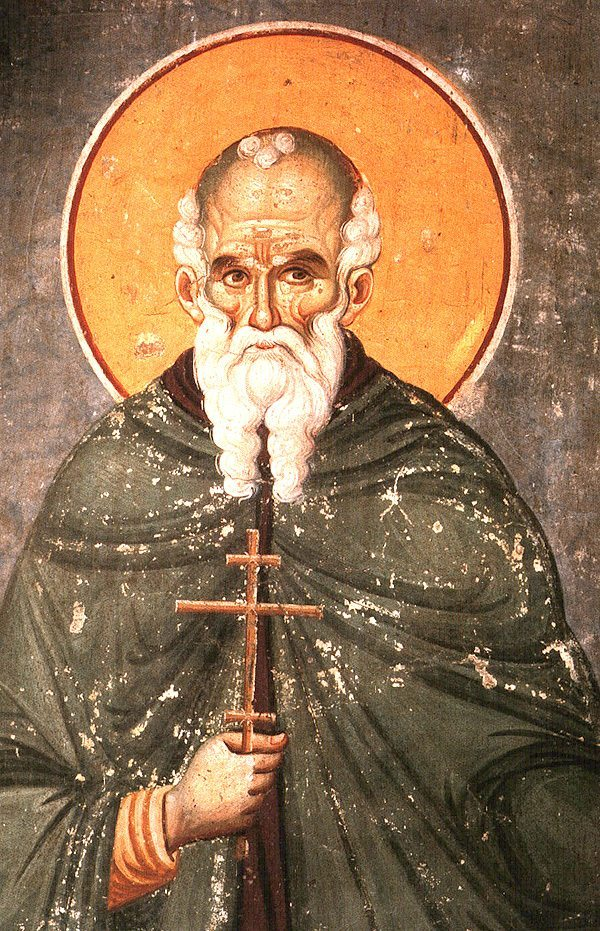
聖アサナシオス（アファナシイ）のイコン（メギスティ・ラヴラ修道院）

1204年、第4回十字軍によってラテン帝国が成立したことにより、テッサロニキ王国に組み込まれたアトス半島は、ほとんどの修道院が荘園を没収されてしまった。東ローマ帝国が再興されるとこれらの荘園は返還されたが、ミカエル8世パレオロゴスが画策した1274年の東西教会の統一に反対したため迫害を受け、さらに1305年には、オスマン軍に対抗するためにアンドロニコス2世パレオロゴスが雇ったカタルーニャ、アラゴンの混成傭兵がトラキアからマケドニアを略奪し、修道院もこの標的となって荒廃した。また、14世紀中期には、オスマン軍の略奪行為もしばしば行われることがあったため、一部の修道士はアトスを離れ、他の地域に修道院を設立している。1356年に設立されたメテオラもそのひとつである。
しかし皮肉にも、東ローマ帝国の影響力が著しく衰えたために、かえってブルガリア帝国やセルビア王国、モルダヴィア、ルーマニアなどの東欧諸国からテッサロニキ周辺部、ストリモン川流域の荘園の寄進が行われるようになり、修道院は再び活力を得ることになった。グレゴリオス・パラマスによって提唱される静寂主義の中心地となり、帝国内で大きな宗教論争を引き起こす。1382年になると、アトス山はオスマン帝国の勢力下に入り、1453年には東ローマ帝国が滅亡。修道院は免税特権と半島以外の荘園を失うことになるが、オスマン帝国は修道院共同体の宗教活動と自治を認め、19世紀に至るまで、東欧諸国の寄進も行われ続けた。1406年から女人禁制となった。

### 近代・現代
アトス山修道院が最大の危機を迎えるのは20世紀になってからである。1923年、希土戦争の終結によってローザンヌ条約が締結され、トルコ、ギリシャ間で住民交換が行われた。ギリシャ政府は移住した住民の居住地を確保するため、アトス山の土地を大幅に没収した。さらに、1944年に枢軸国であったブルガリア王国がソビエト連邦の侵攻を受けた際、アトス山修道院は共産主義者からの弾圧を受け、ほぼ壊滅状態に陥った。現在は、ヨーロッパ各地からの支援によって宗教的な重要性を保ちつつ存続しているが、女性の入国を禁止していることについてEU（欧州連合）から非難を受けている。女人禁制は徹底しており、自給自足生活のために飼育している家畜も雄に限定される。唯一ネズミ退治の猫のみが雌の存在を許されている。アトス山修道院に入った修道士は、多くが死ぬまでアトスから出ることはなく、アトスの修道士は何十年も女性を見たことがない者が殆どであるという。修道士たちにとって女性とは唯一「聖母マリア」だけであるとされる。取材や撮影にも厳しい制限が課せられる。
2016年5月、ロシアのプーチン大統領とキリル1世モスクワ総主教が、ロシア人修道士の入山1000周年の記念行事に参加するためアトスを訪問した。

## 行政
アトス山の修道院はコンスタンディヌーポリ全地総主教庁の管轄下にあるが、暦は修正ユリウス暦を使用する全地総主教庁と異なりユリウス暦を使用している。
バチカンと同じく宗教中心地として自治を行っているが、アトス山はより厳格な瞑想と祈りの場であるため、バチカンのような経済的活動は行っていない。
アトス山の行政上の主席は、修道院のなかでも最も大きな5つの修道院、ラヴラ、ヴァトペディ、イヴィロン、ヒランダル、ディオニシウから交代で選出される。

## 修道院

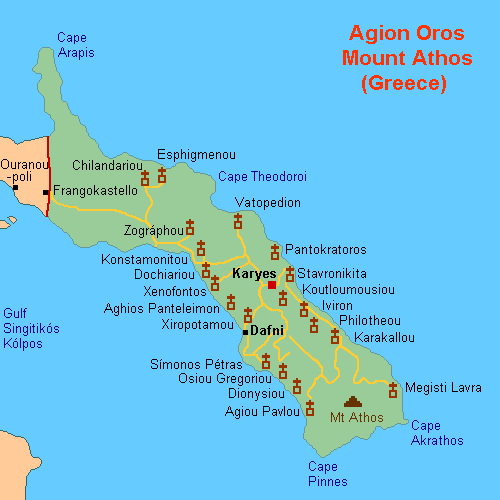
アトス山修道院分布図

アトス山の修道院建築群については、まだ詳しい調査が行われておらず、その変遷はあまり明確ではないが、おそらくカリエスにあるプロタトンが最も古い建築物で、中期ビザンティンの典型的な平面である内接十字型教会堂である。10世紀から11世紀にはこの聖堂で長老会議が行われ、第一人者（プロトス）が選出された。この教会堂以外の主聖堂は、ほとんど三葉型を原型とするもので、メギスティ・ラヴラ修道院の中央聖堂を規範としている。961年よりも少し後の時代に建設されたメギスティ・ラヴラの中央聖堂は、中央にドームを頂き、3方に半円形の張り出しを持つが、至聖所のアプスに関してはリティと呼ばれる奥行きの深いものになっており、何らかの儀式のために形成された。アトス山の宗教的権威によって、この形式の教会堂は東ローマ帝国が滅びた後も、正教圏に広く普及した。
1. メギスティス・ラヴラ修道院 Great Lavra (Μεγίστη Λαύρα, Megísti Lávra)…アトス山最古の修道院。10世紀後半の三葉型の中央聖堂があり、他の多くの主聖堂の規範となった。
2. ヴァドペディ修道院 Vatopédi (Βατοπέδι or Βατοπαίδι)
3. イヴィロン修道院 Iviron (Ιβήρων; ივერთა მონასტერი, iverta monasteri)…グルジア正教会（「イヴィロンの生神女」イコンがある）
4. ヒランダリウ修道院 Hilandar (Χιλανδαρίου, Chilandariou; Хиландар) …門前に船着場が設けられている。セルビア正教会。
5. ディオニシウ修道院 Dionysiou (Διονυσίου)
6. クトゥルムシウ修道院 Koutloumousiou (Κουτλουμούσι)
7. パントクラトール修道院 Pantokrator (Παντοκράτορος, Pantokratoros)
8. クシロポタムウ修道院 Xiropotamou (Ξηροποτάμου)
9. ゾクラフウ修道院 Zografou (Ζωγράφου, Зограф)…ブルガリア正教会。ゾグラフ修道院とも[6]。
10. ドヒアリウ修道院 Dochiariou (Δοχειαρίου)
11. カラカル修道院 Karakalou (Καρακάλλου)
12. フィロテウ修道院 Filotheou (Φιλοθέου)
13. シモノス・ペトラ修道院 Simonos Petra (Σίμωνος Πέτρα or Σιμωνόπετρα)…崖のうえに立地
14. アギウ・パヴル修道院 Saint Paul's (Αγίου Παύλου, Agiou Pavlou)
15. スタヴロニキタ修道院 Stavronikita (Σταυρονικήτα)…崖のうえに立地
16. クセノフォンドス修道院 Ksenofondos (Ξενοφώντος)…要塞のような外観
17. オシウ・グリゴリウ修道院 Osiou Grigoriou (Οσίου Γρηγορίου)
18. エスフィグメヌ修道院 Esfigmenou (Εσφιγμένου)
19. 聖パンテレイモン修道院 Saint Panteleimon's (Αγίου Παντελεήμονος, Agiou Panteleimonos; or Ρωσικό, Rossikon) …ロシア正教会の修道院、浅緑色の屋根。要塞のような外観。
20. カスタモニトゥ修道院 Konstamonitou (Κωνσταμονίτου)

### その他、行政府等
- カリエス
- ダフニ

## 登録基準
この世界遺産は世界遺産登録基準のうち、以下の条件を満たし、登録された（以下の基準は世界遺産センター公表の登録基準からの翻訳、引用である）。
- (1) 人類の創造的才能を表現する傑作。
- (2) ある期間を通じてまたはある文化圏において、建築、技術、記念碑的芸術、都市計画、景観デザインの発展に関し、人類の価値の重要な交流を示すもの。
- (4) 人類の歴史上重要な時代を例証する建築様式、建築物群、技術の集積または景観の優れた例。
- (5) ある文化（または複数の文化）を代表する伝統的集落、あるいは陸上ないし海上利用の際立った例。もしくは特に不可逆的な変化の中で存続が危ぶまれている人と環境の関わりあいの際立った例。
- (6) 顕著で普遍的な意義を有する出来事、現存する伝統、思想、信仰または芸術的、文学的作品と直接にまたは明白に関連するもの（この基準は他の基準と組み合わせて用いるのが望ましいと世界遺産委員会は考えている）。
- (7) ひときわすぐれた自然美及び美的な重要性をもつ最高の自然現象または地域を含むもの。